# An Đông đô hộ phủ
An Đông đô hộ phủ là một chính quyền quân sự được nhà Đường thiết lập tại Bình Nhưỡng vào năm 668. Bộ máy này đóng vai trò quan trọng trong những sự kiện náo động bán đảo Triều Tiên vào cuối thế kỷ thứ 7.
Đô hộ phủ được thành lập một thời gian ngắn sau khi Cao Câu Ly bị liên minh Đường và Tân La tiêu diệt. Đô hộ phủ do tướng nhà Đường là Tiết Nhân Quý (薛仁貴) đứng đầu. Nhà Đường thiết lập quyền kiểm soát không chỉ các quận được lập trên lãnh thổ Cao Câu Ly và Bách Tế mà còn trên cả chính lãnh thổ Tân La.
Tân La đã chống lại sự thống trị của đô hộ phủ bằng các giúp đỡ cuộc nổi loạn của Kiếm Mưu Sầm (Geom Mojam) ở phía bắc, và tấn công quân của đô hộ phủ trên lãnh thổ Bách Tế. Năm 671, Tân La chiếm thành Tứ Tỉ (Sabi) từ tay quân Đường. Họ lật đổ triều đình bù nhìn của Phù Dư Long (Buyeo Yung). Tức giận trước điều này, nhà Đường tuyên bố một người em trai của Văn Vũ Vương (Munmu) là người cai trị hợp pháp của Tân La, song đây chỉ là một đòn mang tính biểu tượng.
Do hậu quả từ chiến tranh Tân La-Đường, lực lượng Tân La đã trục xuất binh lính đô hộ phủ ra khỏi bán đảo Triều Tiên vào năm 676. Phủ lị của đô hộ phủ chính thức chuyển đến Liêu Dương ngày nay, nơi bộ máy này tiếp tục giám sát các công việc của những người tị nạn Cao Câu Ly và nhiều phần lãnh thổ của vương quốc Cao Câu Ly trước đây.
Nhà vua bị lật đổ của Cao Câu Ly là Bảo Tạng Vương (Bojang) được nhà Đường phong làm Triều Tiên vương và đô đốc Liêu Đông châu (Hangul: 요동주도독 조선왕 Hanja:遼東州都督朝鮮王, Hán Việt: Liêu Đông châu đô đốc Triều Tiên Vương) của An Đông đô hộ phủ, rồi đưa ông đến An Đông đô hộ phủ ở Liêu Đông nhằm lợi dụng ông ta trấn an các thế lực phản loạn ở Cao Câu Ly. Sau đó vua Đường Cao Tông lại đổi phủ đô hộ An Đông từ Liêu Thành về Tân Thành (nay là Phú Thuận, Liêu Ninh, Trung Quốc), đồng thời đưa Phù Dư Long về cai trị quận Hùng Tân (Ungjin, lãnh thổ Bách Tế cũ) với mục đích tương tự như với Bảo Tạng Vương. Phù Dư Long nhanh chóng bị vua Tân La Văn Vũ vương của Tân La đánh đuổi khỏi quận Hùng Tân. Còn Bảo Tạng Vương khi sang An Đông đô hộ phủ ở Liêu Đông thì lại có ý khôi phục quốc gia Cao Câu Ly, đã tập hợp nhiều quân sĩ và khí giới, thành lập hội Đông Minh Thiên Khí Cái Thế (東明天氣盖世) và liên minh với các bộ tộc Mạt Hạt (tổ tiên của người Nữ Chân) do Khất Tứ Bỉ Vũ (Gulsabiwu) cầm đầu tiến hành ám sát các quan lại nhà Đường ở An Đông đô hộ phủ. Tuy nhiên kế hoạch nổi dậy đánh chiếm An Đông đô hộ phủ thất bại, năm 681, quân Đường của Tiết Nhân Quý đánh bại quân Đông Minh Thiên của Bảo Tạng Vương, đày ông ta đến Ba Thục. Tuy nhiên con cháu của Bảo Tạng Vương tiếp tục được cho cai trị Liêu Đông, dần hình thành vương quốc Tiểu Cao Câu Ly (소고구려/小高句麗) (699 - 820).
Các vụ náo động tại địa phương và sức mạnh gia tăng của quân Bột Hải đã khiến đô hộ phủ phải rời phụ lị vài lần. An Đông đô hộ phủ bị phế bỏ năm 756, sau Loạn An Sử.

## Khu hoạch
Về khu hoạch, đô hộ phủ được chia thành 9 đô đốc phủ (Hangul:9도독부 Hanja: 九都督府), 42 châu (州) (về sau tổ chức lại thành 14) và 100 huyện (縣).

### Cửu đô đốc phủ
- Tân Thành Châu (Hangul: 신성주, Sinseongju; chữ Hán: 新城州,)
- Liêu Thành Châu (Hangul: 요성주, Yoseongju; chữ Hán: 遼城州<辽城州>)
- Ca Vật Châu (Hangul: 가물주, Gamulju; chữ Hán: 哥勿州,)
- Vệ Lạc Châu (Hangul: 위락주, Wuirakju;chữ Hán: 衛樂州<卫乐州>,)
- Xá Lợi Châu (Hangul: 사리주, Saraju; chữ Hán: 舍利州,)
- Khứ Tố Châu/Cư Tố Châu (Hangul: 거소주, Keosoju; chữ Hán: 去素州/居素州,)
- Việt Hỉ Châu (Hangul: 월희주, Wueolhuiji; chữ Hán: 越喜州,)
- Khứ Đán Châu (Hangul: 거단주, Keodanju; chữ Hán: 去旦州,)
- Kiến An Châu (Hangul: 건안주, Keonanju; chữ Hán: 建安州,)

### 14 châu
- Nam Tô Châu (Hangul: 남소주,; chữ Hán: 南蘇州/南苏州)
- Cái Mưu Châu (Hangul: 개모주; chữ Hán: 蓋牟州/盖牟州)
- Đại Na Châu (Hangul: 대나주; chữ Hán: 大那州)
- Thương Nham Châu (Hangul: 창암주; chữ Hán: 倉巖州/仓岩州)
- Ma Mễ Châu (Hangul: 마미주; chữ Hán: 磨米州)
- Tích Lợi Châu (Hangul: 적리주; chữ Hán: 積利州/积利州)
- Lê Sơn Châu (Hangul: 여산주; chữ Hán: 黎山州)
- Diên Tân Châu (Hangul: 연진주; chữ Hán: 延津州)
- Mộc Để Châu (Hangul: 목저주; chữ Hán: 木底州)
- An Thị Châu (Hangul: 안시주; chữ Hán: 安市州)
- Chư Bắc Châu (Hangul: 제북주,; chữ Hán: 諸北州/诸北州)
- Thức Lợi Châu (Hangul: 식리주,; chữ Hán: 識利州/识利州)
- Phật Niết Châu (Hangul: 불열주,; chữ Hán: 拂涅州)
- Bái Hán Châu (Hangul: 배한주,; chữ Hán: 拜漢州/拜汉州)

## An Đông đô hộ
| Quan hàm                                                           | Danh tính                  | Thời gian tại vị | Sinh thời |
| ------------------------------------------------------------------ | -------------------------- | ---------------- | --------- |
| Kiểm giáo An Đông đô hộ                                            | Ngụy Triết (魏哲)          | 668-669          | 616-669   |
| Kiểm giáo An Đông đô hộ                                            | Tiết Nhân Quý (薛仁貴)     | 669-670          | 614-683   |
| Liêu Đông Châu hành quân tổng quản, An Đông đô hộ                  | Cao Khản (高侃)            | 670-676          | —         |
| U Châu đô đốc kiêm An Đông đô hộ                                   | Tiết Nột (薛訥)            | 685—696          | 649—720   |
| An Đông đô hộ                                                      | Bùi Huyền Khê (裴玄珪)     | 696—？           | —         |
| U Châu & Doanh Đẳng Châu đô đốc kiêm An Đông đô hộ                 | Đường Hưu Cảnh (唐休璟)    | 704-705          | 627-712   |
| An Đông đô hộ                                                      | Đan Tư Kính (单思敬)       | 713—？           | —         |
| An Đông đô hộ                                                      | Hưa Khâm Thấu (许钦凑)     | 714—？           | —         |
| An Đông đô hộ                                                      | Hứa Khâm Đạm (许钦澹)      | 714—？           | —         |
| An Đông đô hộ                                                      | Tiết Thái (薛泰)           | 720—725          | —         |
| Bình lô quân Tiết độ sứ diêu lĩnh An Đông đô hộ, Huyền Tông chi tử | Toánh Vương Lý Kiểu (李璬) | 727—？           | 718—783   |
| An Đông đô hộ                                                      | Tang Hoài Lượng (臧怀亮)   | 727—？           | —         |
| An Đông đô hộ                                                      | Bùi Mân (裴旻)             | 733—？           | —         |
| An Đông phó Đại đô hộ                                              | Cổ Tuần (贾循)             | 742—755          | ？—755    |
| An Đông phó đô hộ                                                  | Mã Linh Sát (马灵察)       | ？—756           | —         |
| An Đông đô hộ                                                      | Vương Huyền Chí (王玄志)   | 756—758          | ？—758    |
| Bình lô Tiết độ sứ kiêm An Đông đô hộ                              | Hầu Hi Dật (侯希逸)        | 758—761          | ？－781   |
| An Đông đô hộ, Bảo Tạng Vương chi tử                               | Cao Liên (高连)            | —                | －        |
| An Đông đo hộ, Bảo Tạng Vương chi tôn                              | Cao Hàm (高震)             | ？－773          | 701—773   |

## Trú địa Đô hộ phủ
- Bình Nhưỡng (668-676)
- Liêu Thành (676—677)
- Tân Thành (677—699)
- U Châu (705—714)
- Bình Châu (714—743)
- Liêu Tây Cố Thành (743—761)